# Бахман (царь)
Бахман (имя от авестийского божества Воху-Мана; фарси Бахман-Ардашир или Бехмен-Эрдешир) — в иранском эпосе полулегендарный царь Ирана.
Фирдоуси упоминает и второе имя Бахмана Ардашир (перс. Артаксеркс), и «длиннорукость» Бахмана (что соответствует прозвищу царя Артаксеркса I у античных авторов), и его брак с дочерью (о чём античные авторы говорят применительно к Артаксерксу II).
Согласно «Бундахишну», Вахман-Артештар, сын Спендада и отец Хумай и Сасана, правил 112 лет.
Упоминается в так называемом «Бахман-яште» («Занд-и Вохуман-яшт» II 17) как Кай-Ардашир, а также историками ат-Табари, аль-Масуди и другими, а позднее — в сочинении «Бахман-наме» (около 1100 года).

## Образ в «Шахнаме»
Бахман — старший сын Исфандияра и внук Гоштаспа. Он сопровождает отца во время войны с туранцами, а затем во время поездки в Систан, приведшей к поединку с Рустамом и гибели Исфандияра от его руки. Умирая, Исфандияр обвиняет в своей участи коварного отца, а не Рустама, и поручает Рустаму своего сына Бахмана. Рустам воспитывает его, а затем отсылает к деду. Вскоре Рустам погибает.
Гоштасп передаёт царство Бахману и умирает. Взойдя на трон, Бахман желает отомстить за смерть отца. Его посол прибывает к престарелому Залю и передаёт приказ заковать того в цепи и отнять богатства. Против Бахмана выступает войско сына Рустама Ферамарза, но тот терпит поражение, попадает в плен и повешен. По совету Пешутена Бахман освобождает Заля.
Правление Бахмана-Эрдешира длилось 99 лет. В конце царствования он берёт в жены свою дочь Хомай и назначает её престолонаследницей, после чего умирает, оставив её беременной. В гневе его сын Сасан покидает столицу и уезжает в Нишапур (его потомками были Сасаниды). Хомай рожает сына Дараба.